# Mannophryne herminae
Mannophryne herminae es una especie de anfibio anuro de la familia Aromobatidae.

## Distribución geográfica
Esta especie es endémica de la Cordillera de la Costa en Venezuela. Habita entre los 30 y 1610 m de altitud en los estados de Vargas, Yaracuy, Aragua, Miranda, Carabobo y el Distrito Capital de Caracas.

## Publicación original
- Boettger, 1893 : Reptilien und Batrachier aus Venezuela. Bericht über die Senckenbergische Naturforschende Gesellschaft in Frankfurt am Main, vol. 1893, p. 35-42[5]